# Регед
Регед — кельтська держава на території сучасної Камбрії (Велика Британія), що утворилася в середині V століття в результаті розпаду держави Койла Старого. Тривалий час була одним з впливових королівств Північної Британії. Втім після розділу 535 року на два королівства починається занепад й посилення англський держав Берніція та Дейра. Зрештою 638 року королівство Нортумбрія підкорило державу Північний Регед.

## Історія

### Заснування
Регеда виділився з держави Койла Старого (відома як Ген Огледд), що утворилося після відходу близько 400 року римських військ з Північної Британії. Основу складали племена карветів. Близько 450 року після смерті Кенеу, сина Койла Старого, утворилося держава Регед. Його першим королем став Гураст Кудлатий. Назва походить від міста Думрагіт, тобто Форт Регед.
У 470 році Гураст віддав одному з синів, Масгвіду, землі, на яких утворилося королівство Елмет. Гураст заклав основи держави, поєднуючи римські та кельтські традиції. Водночас підтримував християнство в своєму королівстві.

### Розквіт
Піднесення держави відноситься до правління Мейрхіона, сина Гураста. Регед стало одним з наймогутніших держав Північної Британії. Було закладено основи держави, завершилася християнізація населення. Водночас усі північні бриттські держави визнали зверхність Мейрхіона.

### Розподіл та занепад
Після смерті короля Мейрхіона в 535 році Регеда розділився на дві частини, Північний і Південний Регед.
Столицею Південного Регеда було місто Робаіс (сучасний Рібчестер). Незалежний Південний Регеда проіснував недовго, не маючи змоги протидіяти державам англів. У 613 році війська Берніції перемогли Лліварха Старого, захопивши це королівство. У 825 році Мервін ап Гуріад, далекий нащадок Лліварха, став королем Гвінеда.
Столицею Північного Регеду було місто Кайра-Лігуалід (сучасний Карлайл). Протягом наступних десятиліть до складу Північного Регеда увійшли Кайра-Гвендолеу і Катрайт — рештки держави Койла Старого. Володіння Північного Регеду охоплювали землі від Гододіна до Гвінеда. Здійснювалися походи до королівства Повіс.
З кінця VI століття почалися конфлікти з королівством Берніція. Спочатку військам Регеду вдалося завдати поразки берніційським королям, володіння яких обмежилися бамборо та островом Ліндісфарн. Але загибель короля Урієна у 590 році завдало удару Північному Регеду. З цього часу в королівстві почався розгардіяж, конфлікти з іншими кельтськими державами. Цим скористалася Берніція. До 616 році від королівства залишився лише невеликий анклав. У 638 році залишки Північного Регеда остаточно увійшли до складу Нортумбрії.

## Королі

### Володарі Регеду
- Гураст Кудлатий, 450—490 роки
- Мейрхіон Худий

### Володарі Північного Регеду
- Кінварх Похмурий, 535—550/570 роки
- Урієн, 550/570-590 роки
- Овайн, 590—697 роки
- Рун, 597—616 роки
- Роедд, 616—638 роки

### Володарі Південного Регеду
- Елідир Гладкий, 535—560 роки
- Лліварх Старий, 560—608 роки
- Двіуг ап Лліварх, 586-598 роки
- Гвід ап Двіуг, 608-613 роки

## Географія
Було досить великим королівством, що розташовувався на північному заході сучасної Англії. Він займав територію уздовж західного узбережжя Британії від вала Адріана на півночі до Лоідіса (сучасного Лідса) в Мідлендсі і Кайрлеона (сучасного Честера) на півдні.
Південний Регеда розташовувався на території сучасних графств Ланкашир і Чешир. Північний Регеда знаходився на території сучасної Камбрії.

## Мова
За часів Регеду найбільшого розквіту набула кумбрійська мова, одна з кельтських мов. Нею складалися державні акти та розмовляло населення. після захоплення Регеду стала витіснятися давньоанглійською мовою.

## Релігія
Доволі швидко поширилося християнство. Католицька церква майже не мала впливу. Королі, знать та майже усе населення належали до кельтської церкви.